# Красулинская улица
Красулинская улица — строящаяся улица в Новомосковском административном округе города Москвы на территории поселений Сосенское и Московский у станций метро «Саларьево» и «Филатов Луг».

## География
Начинается в поселении Московский в деревне Саларьево у ул. Адмирала Корнилова, далее идёт до ул. Саларьевский Спуск, далее до ул. Трёхполье, далее до Сурожского переулка, далее до границы с Сосенским поселением, далее до ул. Большое Понизовье и заканчивается примыканием к Филатовскому шоссе.

## Происхождение названия
Улица получила название в честь исчезнувшей деревни Красулино, некогда находившейся в районе деревни Саларьево.
Красулинская упоминается как деревня в 1491—1492 годах. Позже она же упоминается как пустошь в XVII веке.

## Транспорт
У пересечения улицы с Филатовским шоссе находится остановка «Метро Филатов Луг» и одноимённая станция метро, вблизи станции метро «Саларьево» — остановка «Метро Саларьево», вблизи ул. Адмирала Корнилова — остановка «Красулинская улица».
По улице следует автобус:
876  Саларьево — Академическая площадь